# چاینا جینمائو
چاینا جینمائو (انگلیسی: China Jinmao) شرکت املاک چینی است، که در سال ۲۰۰۴ تأسیس شد.